# Arichanna
Arichanna is een geslacht van vlinders uit de familie van de spanners (Geometridae) en de onderfamilie Ennominae.

## Soorten
- A. albivertex Wehrli, 1933
- A. albomacularia Leech, 1915
- A. albovittata Moore, 1887
- A. amoena Bastelberger, 1911
- A. antiplasta Prout, 1915
- A. arfaca Joicey
- A. barteli Prout, 1915
- A. biquadrata Warren, 1893
- A. clavaria Leech, 1897
- A. commixta Warren, 1893
- A. confusaria Leech, 1897
- A. consocia Butler, 1880
- A. conspersa Butler, 1880
- A. curvaria Leech, 1897
- A. chiachiaria Oberthür, 1897
- A. diffusaria Leech, 1897
- A. ditetragona Wehrli, 1938
- A. diversicolor Warren, 1888
- A. divisaria Leech, 1897
- A. exsoletaria Leech, 1897
- A. flavinigra Hampson, 1907
- A. flavomacularia Leech, 1897
- A. flavosparsa Inoue, 1970
- A. flavovenaria Leech, 1897
- A. fraterna Butler, 1878
- A. fumigata Bastelberger, 1909
- A. furcifera Moore, 1888
- A. gaschkevitchii Motschulsky, 1860
- A. geniphora Wehrli, 1939
- A. hamiltonia Swinhoe, 1895
- A. haunghui Yang, 1978
- A. himalayensis Inoue, 1970
- A. imitata Bastelberger, 1909
- A. interplagata Guenée, 1858
- A. interruptaria Leech, 1897
- A. jaguararia Guenée, 1858
- A. jaguarinaria Oberthür, 1881
- A. lapsariata Walker, 1862
- A. lateraria Leech, 1897
- A. leucocirra Wehrli, 1933
- A. leucorhabdos Wehrli, 1937
- A. luciguttata Warren, 1893
- A. maculata Moore, 1867
- A. maculosa Wileman, 1912

- A. magna Djakonov
- A. malescripta Wehrli, 1933
- A. marginata Warren, 1893
- A. melanaria (Linnaeus, 1758)
- A. mesolepta Wehrli, 1933
- A. molossaria Oberthür, 1897
- A. ochrivena Wileman, 1915
- A. olivescens Wileman & South, 1917
- A. olivina Sterneck, 1928
- A. perflava Wehrli, 1933
- A. pergracilis Wehrli, 1933
- A. perimelaina Wehrli, 1933
- A. picaria Wileman, 1910
- A. plagifera Walker, 1866
- A. postflava Wileman, 1914
- A. pryeraria Leech, 1891
- A. rubrifusa Hampson, 1907
- A. rubrivena Warren, 1893
- A. similaria Leech, 1897
- A. sinica Wehrli, 1933
- A. sparsa Butler, 1890
- A. subaenescens Warren, 1893
- A. subalbida Warren, 1893
- A. subtilis Inoue, 1987
- A. tenebraria Moore, 1867
- A. tetrica Butler, 1897
- A. tientsuena Wehrli, 1933
- A. tramesata Moore, 1867
- A. transectata Walker, 1862
- A. transfasciata Warren, 1893
- A. undularia Leech, 1897
- A. violacea Warren, 1893